# Левітація
Левіта́ція (від лат. levitas — легкість) — стійка рівновага об'єкта у гравітаційному полі без безпосереднього контакту з іншими тілами. Необхідними умовами для левітації є наявність вертикальної сили, що компенсує силу тяжіння, та наявність горизонтальних сил, що виникають за зміщення тіла вбік і забезпечують його стійку рівновагу.

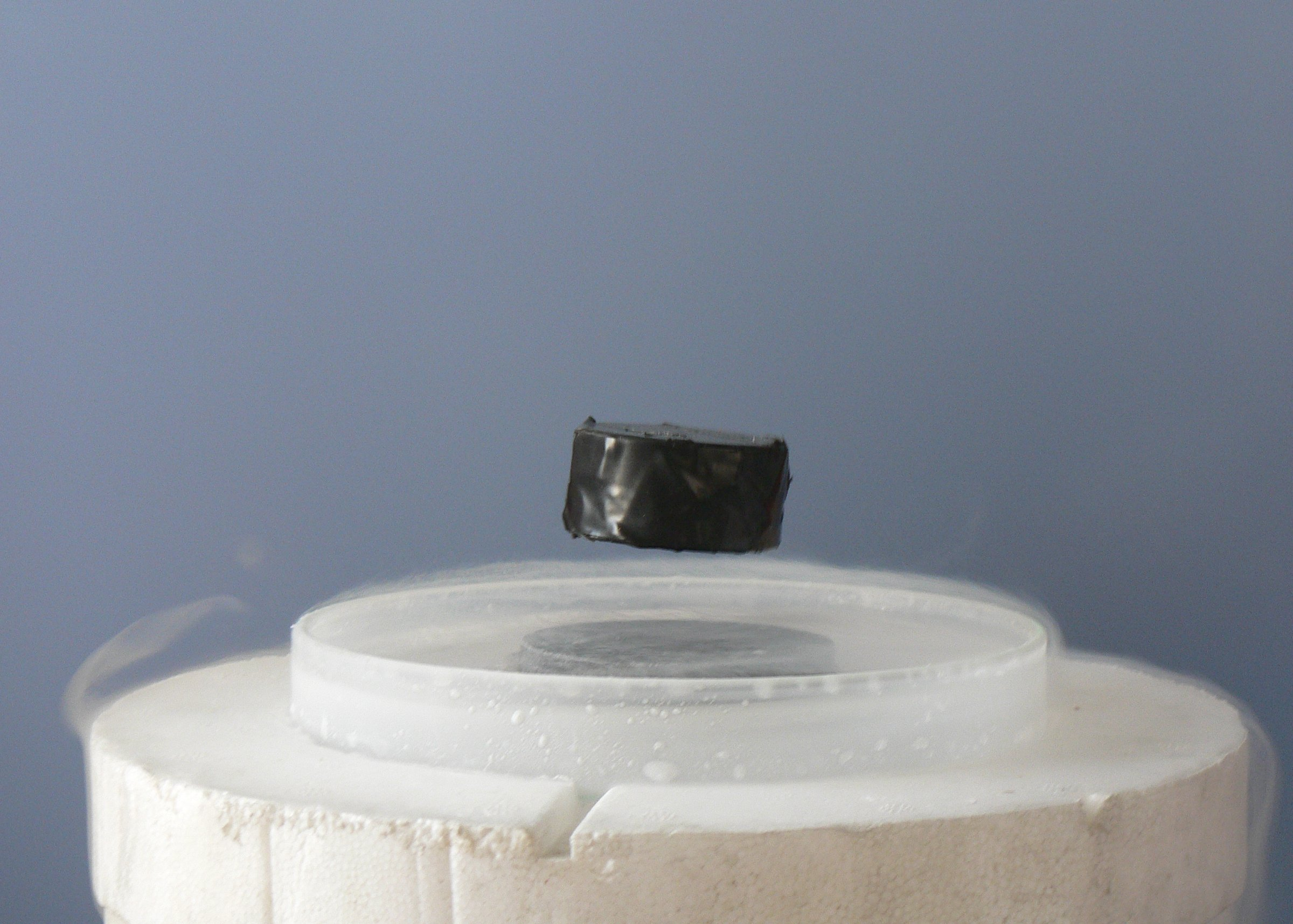

## Електростатична левітація
Згідно з теоремою Ерншоу, що є прямим наслідком закону Гаусса, левітація статичних об'єктів в статичному електромагнітному полі у вакуумі неможлива. Теорема застосовна не тільки до точкових зарядів, але і до протяжних пружних тіл і каже, що їх вільний підвіс в електростатичному, магнітостатичному і (або) гравітаційному полі буде завжди нестійкою. Теорема Ерншоу не може бути застосована до діамагнетиків, а також в електростатичному полі до тіл, у яких діелектрична проникність менша, ніж у навколишнього середовища.
Проте, в змінному полі електростатичної квадрупольної лінзи левітація можлива, наприклад, заряджених пилинок, хоча при цьому не забезпечується стабілізація положення пилинок уздовж осі лінзи, оскільки рівновага за цим напрямком байдужа. Електростатичне фокусування змінним електричним полем застосовується під час фокусування пучків заряджених частинок і за своєю суттю аналогічна «маятнику Капиці».

## Аеродинамічна левітація
В аеродинамічній левітації, левітація досягається плаванням об'єкта на потоці газу, який або виробляється об'єктом, або діє на нього. Наприклад, кульку для пінг-понгу можна підіймати за допомогою повітряного потоку від пилосмока, з ввімкненим «видуванням». За достатньої тяги за допомогою цього методу можна левітувати дуже великі предмети.

### Левітація газової плівки
Ця техніка забезпечує можливість левітації об'єкта, переміщуючи його на тонкій газовій плівці, утвореній потоком газу через пористу мембрану в противагу силі тяжіння. За допомогою цієї техніки високотемпературні розплави можна утримувати в чистоті від забруднення та переохолоджувати. Поширеним прикладом загального користування є аерохокей, де шайба підіймається тонким шаром повітря. Судна на повітряній подушці також використовують цю техніку, виробляючи під ними велику область повітря під високим тиском.

## Надпровідність і левітація

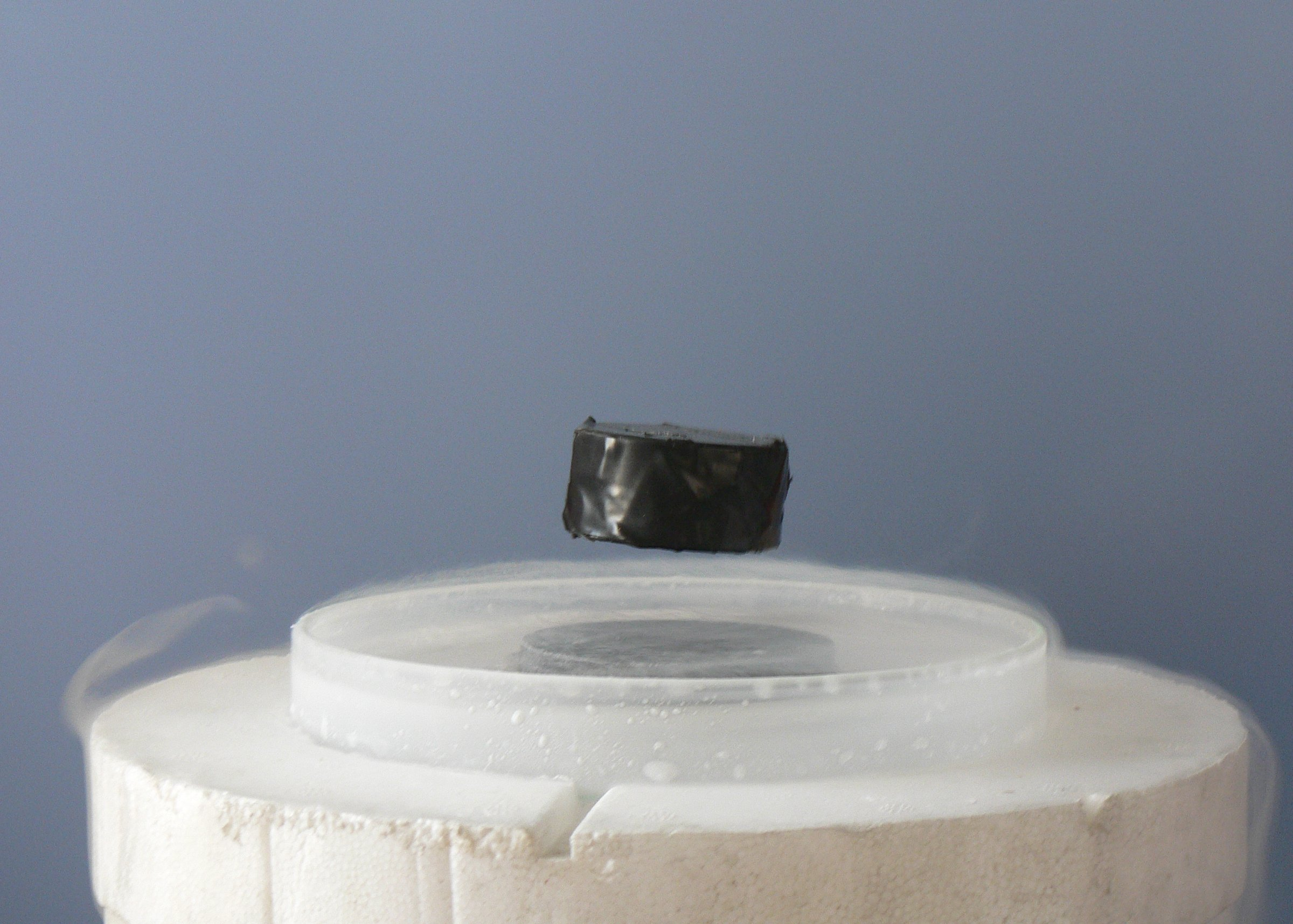
Магніт левітує над надпровідником, охолодженим рідким азотом

У березні 1991 року науковий журнал «Nature» опублікував цікаву фотографію: на знімку директор Токійської дослідної лабораторії надпровідності Дон Тапскот стояв на тарілці з надпровідного керамічного матеріалу, і між ним і поверхнею підлоги було чітко видно невеликий проміжок. Маса директора разом з тарілкою становила 120 кг, що не заважало їм ширяти над землею. Це явище пояснюється ефектом Мейснера, який не дає магнітному полю ні проникати всередину надпровідного зразка, ні виходити з нього, проте важливу роль тут відіграє також ефект пінінгу вихрів магнітного потоку (вихрів Абрикосова). Причину стійкості левітуючого магніту легко зрозуміти через метод заморожених зображень.

## Діамагнітна левітація

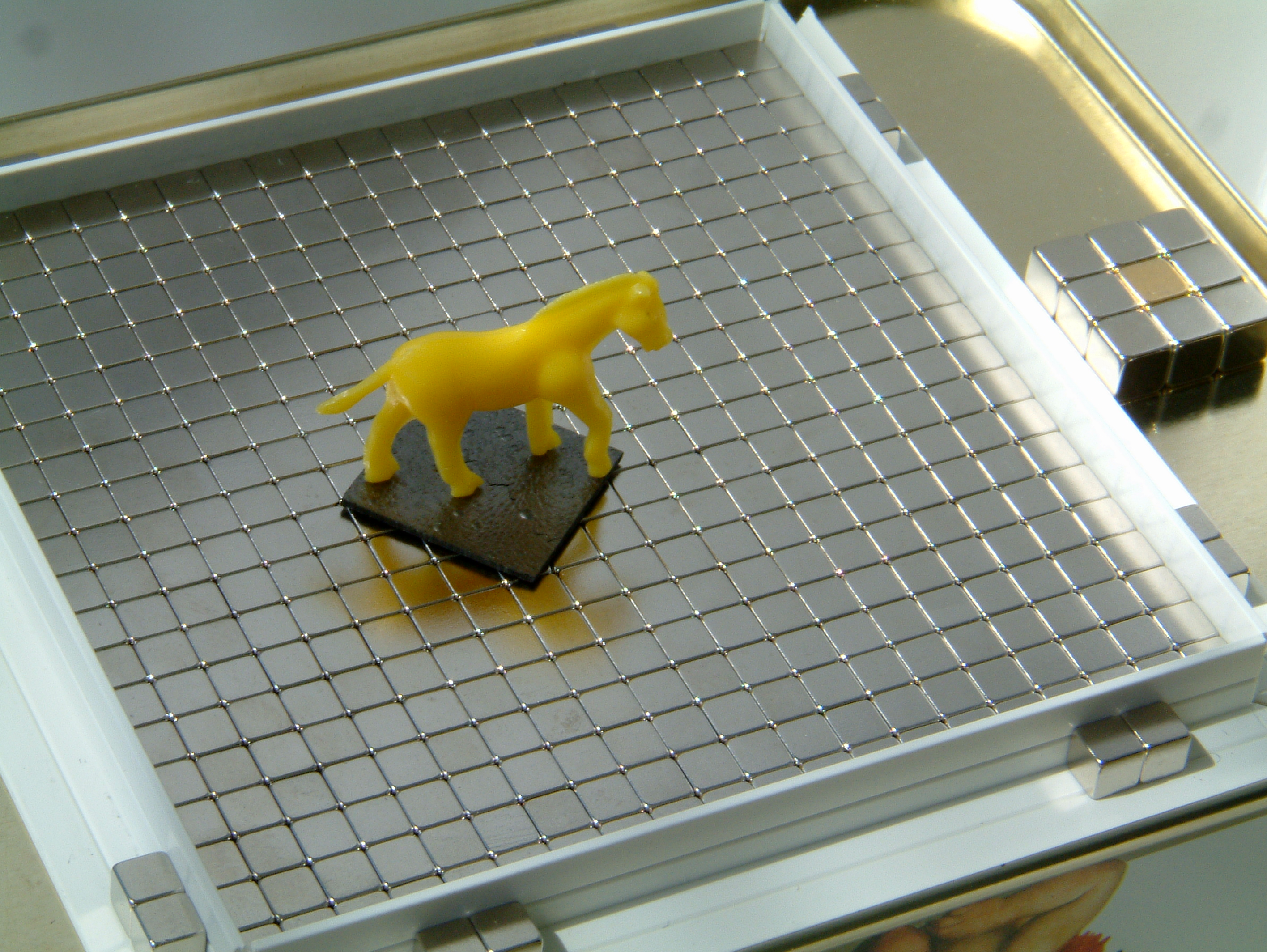
Іграшкова статуетка коня ширяє на пластинці піролітичного вуглецю над кубиками з неодимового магніту

Тип левітації в сильному магнітному полі тіла, що містить в собі діамагнетик, наприклад, воду. Використовує діамагнітні властивості води, яка під дією зовнішнього магнітного поля трохи змінює параметри руху електронів в її молекулах, що призводить до появи слабкого магнітного поля, спрямованого протилежно вихідному. Ефект відштовхування, що виникає, дозволяє подолати дію сили тяжіння.
Цей тип левітації використовувався в дослідах з живими об'єктами. Під час експериментів в зовнішньому магнітному полі з індукцією близько 17 Тл досягався підвішений стан жаб і мишей.
Ту ж властивість діамагнетиків можна використовувати навпаки, відповідно до третього закону Ньютона, або для відштовхування магніту від діамагнетика, або для стабілізації левітації магніту в магнітному полі. Наприклад, ефектний експеримент, в якому магніт висить в полі 11 Тл між великим і вказівним пальцями дослідника.

## Акустична левітація
Акустична левітація використовує звукові хвилі для забезпечення левітуючої сили.

## Оптична левітація
Оптична левітація — це техніка, при якій матеріал левітується висхідною силою, що виникає внаслідок перенесення імпульсу фотона (тиску випромінювання).

## Плавуча левітація
Гази при високому тиску можуть мати щільність, що перевищує щільність деяких твердих речовин. Таким чином, їх можна використовувати для левітації твердих предметів через плавучість. Благородні гази є кращими через їх нереакційну здатність. Ксенон — найгустіший нерадіоактивний благородний газ, із густиною 5,884 г/л. Ксенон використовувався для левітації поліетилену під тиском 154 атм.

## Сила Казимира
Вчені виявили спосіб левітації надмалих предметів, маніпулюючи так званою силою Казимира, яка, як правило, змушує об'єкти злипатися завдяки силам, передбаченим квантовою теорією поля. Однак це можливо лише для мікрооб'єктів.

## Застосування

### Магнітоплани
Магнітна левітація використовується для підвішеного руху поїздів, без торкання колії. Це забезпечує дуже високі швидкості та значно зменшує вимоги до технічного обслуговування колій та транспортних засобів, оскільки відбувається незначний знос. Це також означає відсутність тертя, тому єдиною силою, що діє проти потяга, є опір повітря.

### Левітація тварин

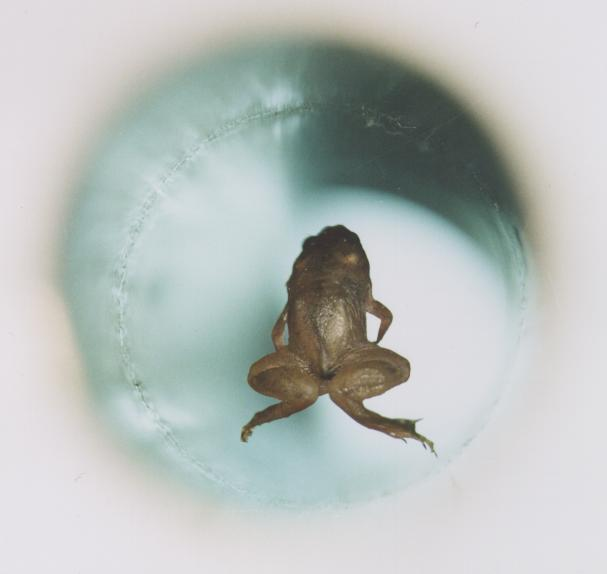
Діамагнітна левітація жабки

Вчені змусили левітували жаб, коників та мишей потужними електромагнітами, що використовують надпровідники, продукуючи діамагнітне відштовхування води тіла. Спочатку миші були розгубленими, але пристосувались до левітації приблизно через чотири години, не зазнавши негативних наслідків.